# JP-8
Le JP-8, ou JP8 (JP pour Jet Propellant), est un carburant pour avion à réaction conçu par l'armée américaine. Il est spécifié dans les normes MIL-DTL-83133 et British Defence Standard 91-87. Il est similaire au JP-5, mais contient des inhibiteurs de corrosion et des additifs anti-givrage. 
Ce carburant à base de kérosène a été introduit pour la première fois dans les bases de l'OTAN en 1978 sous le code OTAN F-34.  
Il devrait être utilisé au moins jusqu'en 2025. 